# Lidkovice (zámek)
Lidkovice jsou zámek ve stejnojmenné vesnici severozápadně od města Sedlec-Prčice. Na začátku osmnáctého století jej založil jako centrum malého panství Bernard Šmerovský z Lidkovic. Zámecký areál je chráněn jako kulturní památka.

## Historie
Lidkovický zámek nechal postavit v letech 1712–1720 Bernard Šmerovský z Lidkovic jako centrum statku odděleného od měšetického panství. Zámek byl pojmenován podle Bernardova přídomku, ale místní obyvatelé jej nazývali starším pomístním jménem Bažanty. Po otci zámek s částí Měšetic zdědil nejmladší syn Albrecht Vavřinec Šmerovský z Lidkovic a v roce 1762 celý statek koupil Jan Kunáš z Machovic. Další majitelé zámku se často střídali a v devatenáctém století jej nechali několikrát přestavět a upravit v klasicistním stylu.
Na začátku dvacátého století zámek získali Viktor a Berta Schwarzovi, jejichž zetěm se stal Dr. Hejda, významný ekonom a ten společně s jejich dcerou Luisou udělal ze zámku centrum tehdejší kulturní elity. Navštěvoval je např. malíř Jan Zrzavý, básník Josef Svatopluk Machar, publicista Ferdinand Peroutka a další. Tato éra skončila po odsouzení Dr. Hejdy k doživotnímu vězení v roce 1950 v procesu s Miladou Horákovou. Zámek poté zabraly lidové milice z Votic.
Ve druhé polovině dvacátého století zámek využíval Výzkumný ústav strojírenské technologie v Praze.

## Stavební podoba
Zámecká budova má obdélný půdorys, ze kterého na severní a jižní straně vystupují rizality. Před budovu více předstupuje jižní rizalit, ve kterém se nachází hlavní vstup. Přízemí rizalitu je průjezdné, zatímco v patře se nachází velký sál. Severní rizalit má v úrovni prvního patra balkon. Prostory v obou bočních křídlech jsou zaklenuté klasicistními plackovými klenbami, ale nad schodištěm ve střední části budovy je použita valená klenba. Budovu kryje barokní hambalkový krov, který nese mansardovou střechu, ze které dříve vybíhala vížka s lucernou. Dobu poslední přestavby dokládá nápis ve vlysu pod tympanonem jižního rizalitu: „BHRP.ACP.RENOWYR.ROKU MDCCCLXIX“.
Východní křídlo z poloviny devatenáctého století je zaklenuté pěti poli plackové klenby a sloužilo jako chlév nebo konírna. Dále na ně navazovaly další hospodářské budovy (stodola, seník), které se dochovaly jen v základech. Západní křídlo bylo postaveno v první polovině devatenáctého století a přestavěno roku 1869. Sloužilo částečně obytným účelům (pokoj s plackovou klenbou a komorou), ale většinu zabíral chlév. Západní část zámku uzavírá zřícenina lihovaru, z něhož se dochoval sklep, studna, část obvodových zdí a komín.
Naproti lihovaru stojí budova, v jejímž přízemí bývala kočárovna a horní polopatro fungovalo jako sýpka. Od lihovaru ji odděluje západní pilířová brána. Další částečně zřícenou budovou v západní části areálu je domek z první poloviny devatenáctého století, podsklepený  valeným sklepem. V areálu jsou také patrné fragmenty menších hospodářských budov.
Jižně od zámku se na vyvýšené terase rozkládá park. Terasa je přístupná po schodišti, která se nachází ve středovém ústupku opěrné zdi, po jehož stranách jsou ve svahu terasy umístěny malé valeně klenuté sklípky. Ve východní části parku stojí socha klečícího světce, která bývala původně umístěna na zrušeném hřbitově v Sedlci jako náhrobek rytíře Antonína Panoše z Kreuzinfeldu (1790–1855), majitele panství. K památkově chráněnému areálu patří také dvojice malých rybníků západně od zámku.